# Spjutstorp
Spjutstorp är en ort i Tomelilla kommun och kyrkbyn i Spjutstorps socken i Skåne. Från 2015 räknas orten återigen som tätort.
Här ligger Spjutstorps kyrka.

## Befolkningsutveckling
| Befolkningsutvecklingen i Spjutstorp 2015–2020                                       | Befolkningsutvecklingen i Spjutstorp 2015–2020 | Befolkningsutvecklingen i Spjutstorp 2015–2020 | Befolkningsutvecklingen i Spjutstorp 2015–2020 | Befolkningsutvecklingen i Spjutstorp 2015–2020 |
| ------------------------------------------------------------------------------------ | ---------------------------------------------- | ---------------------------------------------- | ---------------------------------------------- | ---------------------------------------------- |
|                                                                                      |                                                |                                                |                                                |                                                |
| År                                                                                   |                                                |                                                | Folkmängd                                      | Areal (ha)                                     |
| 2015                                                                                 | 2015                                           |                                                | 202                                            | 39                                             |
| 2020                                                                                 | 2020                                           |                                                | 202                                            | 40                                             |
| Anm.: Ny tätort 2015, var tidigare en småort som 2010 hade 197 invånare på 31 hektar |                                                |                                                |                                                |                                                |